# Róbert Gida
Alan Alexander Milne meséjében Róbert Gida Micimackó gazdája. A kisfiú a szerző fiának (Christopher Robin Milne) a megfelelője, aki 1920-ban született és szüleivel együtt Hartfieldben telepedett le.
Christopher Robin Milne már egészen kis korától imádta a mackókat. Főleg Micimackót, aki nevét egy kanadai származású fekete medvéről kapta. Eredetileg Edwardnak hívták, és Robin első születésnapjára vásárolták meg a szülők a Harrods áruházban. Ötéves korában találkozott a Londoni Állatkertben a fekete medvével, akiről Micimackót később Winnie-re keresztelte. Micimackó sikereit mégis ő dolgozta fel a legnehezebben.
Christopher 1975-ben megírta A „Róbert Gida emlékei: a Milne-ház és lakói” című önéletrajzi regényt, amelyben feltárja apjával való kapcsolatát is. Visszaemlékezéséből megtudhatjuk, hogy az apja, aki ezeket a csodálatos történeteket írta Micimackóról, a fia számára mindig megközelíthetetlen volt.